# O zittre nicht, mein lieber Sohn

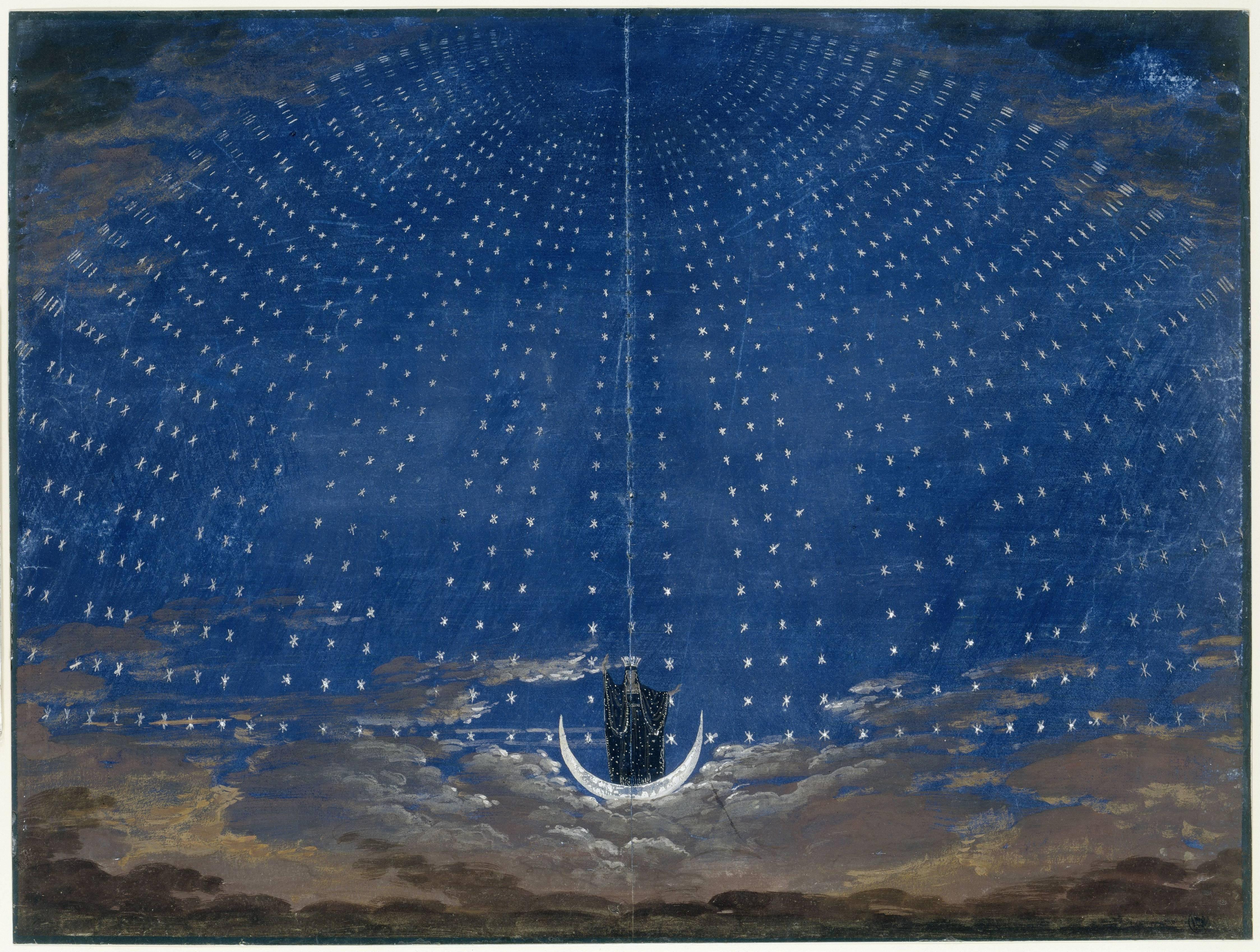
Прибытие Королевы Ночи. Эскиз сцены для спектакля «Волшебная флейта»: рисунок К. Ф. Шинкеля, 1815 год

«O zittre nicht, mein lieber Sohn» («О, не дрожи, мой дорогой сын») — первая ария Королевы ночи (знаменитая партия колоратурного сопрано) в опере-зингшпиле В. А. Моцарта «Волшебная флейта» (Die Zauberflöte). Она не так популярна, как вторая ария Королевы «Der Hölle Rache kocht in meinem Herzen», но крайне трудна для исполнения и требует певческого голоса с очень высокой тесситурой и большой гибкостью.

## Роль Королевы ночи
Роль Королевы ночи написана для вокального диапазона, который прежде почти не был востребован. С этого времени композиторы начали писать партии для определённого типа голоса (лирического, драматического, колоратурного и т. д.), а не просто для «сопрано», «тенора» и др.
Партия Королевы ночи содержит две арии: O zittre nicht и Der Hölle Rache. В отличие от второй, требующей мощного драматического сопрано, первая ария предполагает довольно лирическое исполнение и гибкий голос, в то время как второй требует драматического и мощного голоса. Наряду с технической трудностью обеих арий, такая двойственность превратила роль Королевы ночи в одну из самых трудных в оперном репертуаре с вокальной точки зрения. Первая исполнительница роли, невестка Моцарта Йозефа Хофер, обладала голосом, наделённым обоими этими качествами. Большинство современных исполнителей являются специалистами либо в лирическом, либо в драматическом стиле и для них исполнение роли сопряжено с большими трудностями.

## Контекст арии в опере
В предыдущей сцене принцу Тамино показали портрет дочери королевы Памины, и он, мгновенно влюбившись, спел о своих чувствах в арии «Dies Bildnis ist bezaubernd schön». За арией следует впечатляющий выход Королевы, предварённый репликами Трёх дам из её свиты, обращёнными к Тамино: «Sie kommt! Сие коммт!»(«[Вот] она идёт!»). Королева появляется под торжественную музыку Allegro maestoso в си-бемоль-мажоре: «…сцена превращается в великолепный зал. Королева восседает на троне, украшенном сияющими звёздами». Королева сначала успокаивает страхи Тамино и пытается расположить его к себе, затем рассказывает печальную, но выдуманную, историю о похищении Памины Зарастро и, наконец, обращается к Тамино со страстной мольбой спасти её дочь и обещает её принцу в жёны. После окончания арии Королева и Три дамы исчезают, оставив изумлённого Тамино размышлять над решением задачи и набираться смелости. Вся сцена продолжается около пяти минут.

## Текст
Стихотворный текст арии был написан либреттистом оперы Эмануэлем Шиканедером, который был также первым исполнителем роли Папагено импресарио первой постановки.
O zittre nicht, mein lieber Sohn,

du bist unschuldig, weise, fromm

Ein Jüngling so wie du, vermag am besten,

dies tiefbetrübte Mutterherz zu trösten.

Zum Leiden bin ich auserkoren,

denn meine Tochter fehlet mir.

Durch sie ging all mein Glück verloren,

ein Bösewicht, ein Bösewicht entfloh mit ihr.

Noch seh' ich ihr Zittern

mit bangem Erschüttern,

ihr ängstliches Beben,

ihr schüchternes Streben.

Ich mußte sie mir rauben sehen.

«Ach helft! Ach helft!» — war alles was sie sprach

allein vergebens war ihr Flehen,

denn meine Hilfe war zu schwach.

Du, du, du wirst sie zu befreien gehen,

du wirst der Tochter Retter sein!

ja! du wirst der Tochter Retter sein.

Und werd' ich dich als Sieger sehen,

so sei sie dann auf ewig dein.

## Музыка
Ария для сопрано (вокальный диапазон: от D4 до F6) сопровождается оркестром, состоящим из гобоев, фаготов, валторн и струнных инструментов. Двухчастная ария предваряется речитативом, и две её части написаны каждая в своей тональности, все три музыкальных элемента обособлены по структуре и характеру музыки:
- Речитатив в си-бемоль мажоре продолжает заданный выходной темой темп Allegro maestoso, но часто исполняется в свободном темпе;
- Первая часть арии Анданте в соль миноре величава и печальна;
- Вторая часть арии, вновь в си-бемоль мажоре — решительное Allegro moderato с высокой нотой F6. В третьей части музыка достигает кульминации и высочайшего уровня виртуозности со сложной колоратурой, призванной продемонстрировать непреклонный характер[3].